# ديني غوليك
ديني غوليك (بالإنجليزية: Denny Gulick)‏ هو رياضياتي أمريكي، ولد في 29 يوليو 1936.